# Вандер (Северна Каролина)
Вандер (енгл. Vander) насељено је место без административног статуса у америчкој савезној држави Северна Каролина.

## Демографија
По попису из 2010. године број становника је 1.146, што је 58 (-4,8%) становника мање него 2000. године.
| Група             | 2000.       | 2010.       |
| Белци             | 829 (68,9%) | 718 (62,7%) |
| Афроамериканци    | 300 (24,9%) | 311 (27,1%) |
| Азијати           | 12 (1,0%)   | 10 (0,9%)   |
| Хиспаноамериканци | 22 (1,8%)   | 50 (4,4%)   |
| Укупно            | 1.204       | 1.146       |